# Sanvitale (Adelsgeschlecht)

Wappen des Hauses Sanvitale

Die Familie Sanvitale hat ihre Ursprünge Anfang des 12. Jahrhunderts (1122), als Ugo der Familie ihren Namen verlieh, indem er einen Wehrturm an der ‚‚Enza‘‘ errichten ließ, der dem Heiligen Vitalis geweiht war. Anderen Quellen zufolge verdankt der Name seinen Ursprung San Vitale Baganza, einem Territorium, das der Familie gehörte. Eine weitere Hypothese bezieht sich auf das Wohnhaus dieser Familie, das in der Nähe der alten Vitaliskirche in Parma lag.
Ihre freundschaftliche Haltung den Guelfen gegenüber führte dazu, dass sie in mehreren Städten wichtige Positionen einnahmen und dass sie 1378 das Territorium von Fontanellato von Herzog Gian Galeazzo Visconti, dem Herrn von Mailand, als Lehen erhielten. Dieser hatte die Herrschaften erobert, die vorher der Familie Terzi gehörten. 1404 erhielten die Brüder ‚‚Giberto‘‘ und ‚‚Gianmartino Sanvitale‘‘ die Investitur in die Grafschaft Fontanellato von Gian Galeazzo Visconti.
Die Familie Sanvitale wuchs in drei Hauptzweige, die von Sala und Colorno, die von Fontanellato und schließlich die von Parma.

## Zweig von Sala und Colorno

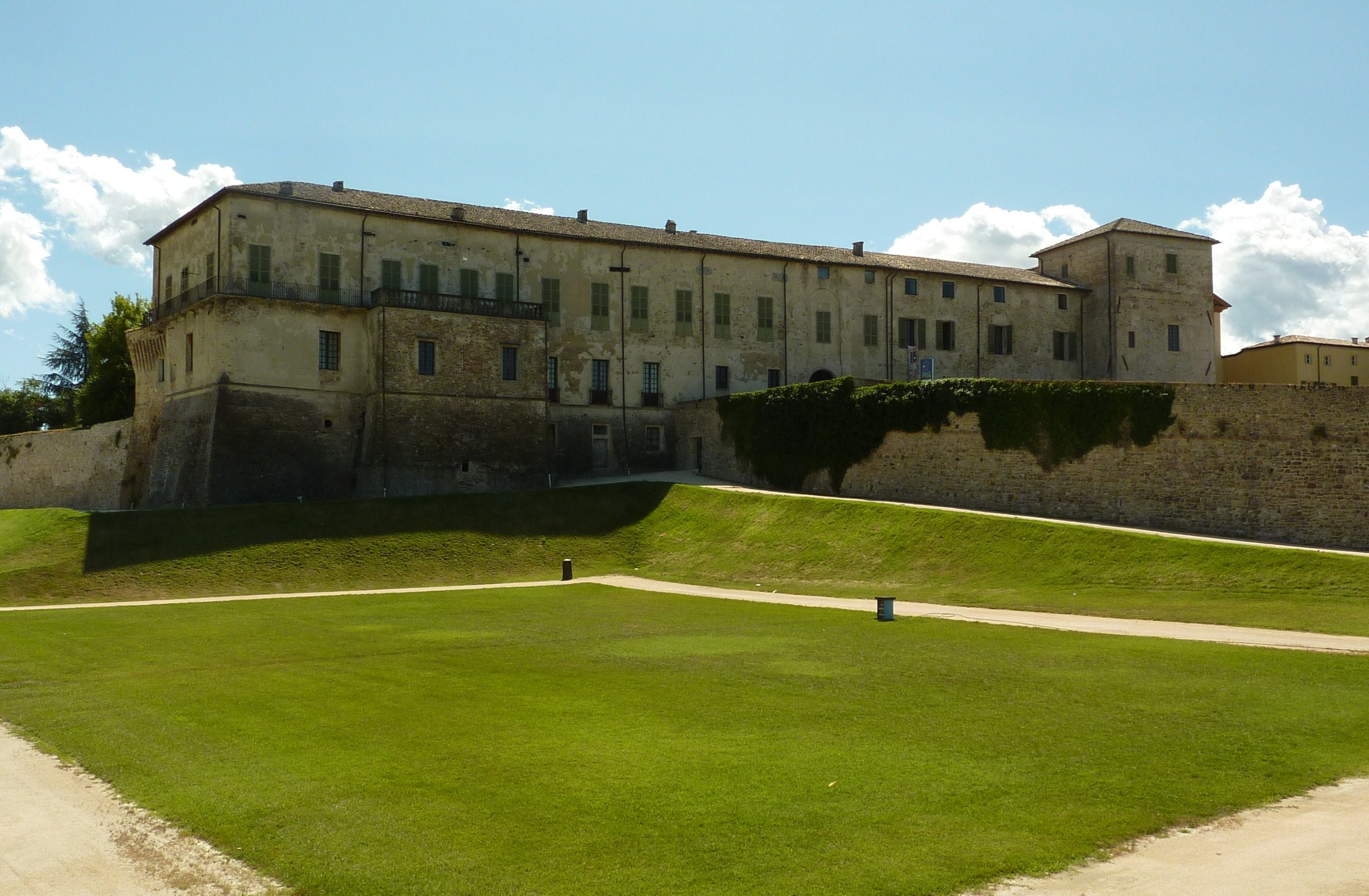
Rocca Sanvitale (Sala Baganza)

Der Zweig von Sala begann mit Tedisio di Guarino Sanvitale, dem Bruder des Bischofs von Parma, Obizzo Sanvitale, der aus der Mitgift seiner Gattin Adelmota Cornazzani ein Teil der Lehen von Sala und von Maiatico erhielt. Den verbleibenden Teil kaufte er 1258 von einem Verwandten seiner Gattin, Bernardino Franceschi. Die Eheleute ließen sich im Torre di San Lorenzo in Sala nieder. 1278 wurde Tedisio Vikar von Karl I. von Neapel und heiratete, nachdem seine erste Gattin verstorben war, Margherita Fieschi aus Codogno. Ihr Sohn Gianquirico wurde 1322 von Andreasio Rossi aus San Secondo (einer historisch rivalisierenden Dynastie) verdrängt.
Bernabò Visconti nahm 1355 die Herrschaften des Sala-Zweiges wieder auf und verlieh den Titel der Grafen von Belforte (einer Besitzung in der Nähe von Borgo Val di Taro). Giberto III. Sanvitale heiratete 1454 Donella de’ Rossi aus San Secondo, die Tochter des großen Rivalen Pier Maria II. de’ Rossi und erhielt 1477 auch den Titel des ersten Grafen von Sala von Gian Galeazzo Maria Sforza aus Mailand, der auch den Weg zur Wiedererrichtung des Turmes in verschwenderischer Form freimachte, der heute noch teilweise zu sehen ist. Während der Abwesenheit von Giberto III. griff Amuratte Torelli (ein Verbündeter der Rossis) die Burg von Sala an, wurde aber von Donella de’ Rossi, die ihrem Ehemann treu war, tödlich verwundet.
1545 schwor Girolamo I. Sanvitale dem neuen Herrn von Parma, Pier Luigi II. Farnese (dem Sohn von Papst Paul III.) die Treue, der als durch eine Verschwörung der Adligen am 10. September 1547 als abgeschlachtetes und geblendetes Opfer in Piacenza sterben musste. Am 5. September 1564 heiratete der Graf von Sala, Giberto IV. Sanvitale, in zweiter Ehe Barbara Sanseverino, die Erbin der Markgrafschaft Colorno.
Die Sanvitales von Sala (ein Familienzweig, der Herr von Fontanellato geworden war) wurden wegen einer Verschwörung gegen den Herzog Ranuccio I. Farnese angeklagt, verurteilt und am 19. Mai 1612 enthauptet. Man sagt, die Verschwörung habe ihren Ursprung in den Versuchen Ranuccios I. gehabt, das Lehen und die herzogliche Villa von Colorno zu besetzen. Gian Francesco Sanvitale und seine Mutter Barbara (die inzwischen verwitwet war und Orazio Simonetta, den Grafen von Sissa geheiratet hatte) starben zusammen mit anderen Adligen aus dem Gebiet von Parma. Gian Francesco war in Borgo Val di Taro eingesperrt, wo er Olimpia Cassio heiratete und später an der Pest starb.

## Zweig von Fontanellato

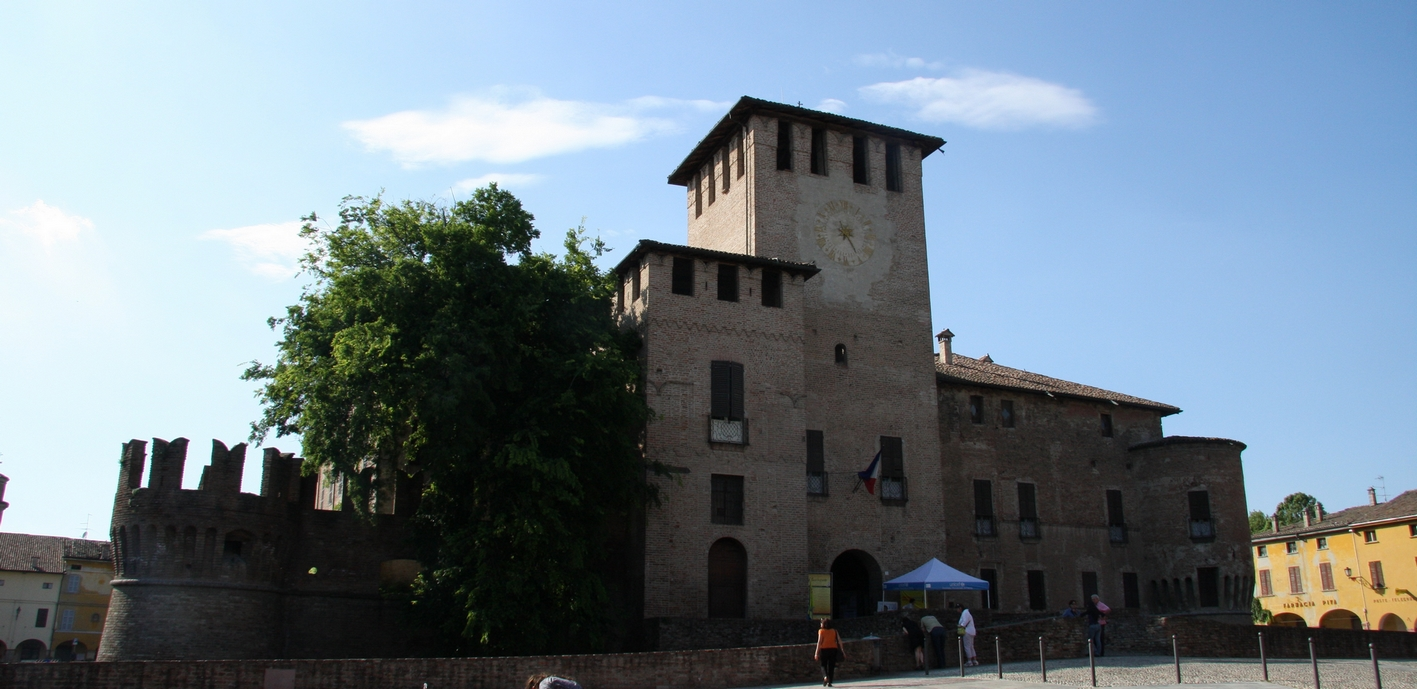
Rocca Sanvitale in Fontanellato

Der Zweig von Fontanellato begann mit Giberto II. Sanvitale (1447), dem Sohn von Antonio Sanvitale und Anastasia Rusca. Während Ottavio Farnese die spanische Vorherrschaft in Italien anerkannte, lösten sich die Sanvitales, entgegen dieser Politik, von den Farneses und zogen sich auf ihre eigenen Besitzungen zurück. Trotzdem wurden sie in die behauptete Verschwörung von 1611–1612 verwickelt und so verlor Barbara Sanseverino, die ja in erster Ehe mit Giberto Sanvitale verheiratet gewesen war.

## Zweig in Parma
Der Zweig von Parma wurde 1639 bedeutend, als Graf Alessandro II. Sanvitale von der Familie Cesi einen Palast im Borgo Riolo im Stadtzentrum kaufte. Es handelte sich um den heutigen Palazzo Sanvitale. 1688 ließ sein Enkel Alessandro III. Sanvitale (1645–1727) an den Palast das Teatro della Racchetta anfügen, das er von Herzog Ranuccio II. Farnese im Tausch gegen einige andere Gebäude erhielt. Gegen Ende des 18. Jahrhunderts baute der Architekt Angelo Rasori den Palast um und erweiterte ihn beträchtlich, wodurch er sein heutiges Aussehen erhielt.

## Bekannte Familienmitglieder
- Alberto Sanvitale († 1257), Bischof von Parma 1254–1257.
- Obizzo Sanvitale († 1303), Bischof von Parma 1257–1295.
- Giovanni Quirico Sanvitale, († 1345), der 1317 zusammen mit Rolando de’ Rossi Giberto da Correggio, den Herrn von Parma, aus der Stadt jagte.
- Pier Brunoro Sanvitale (1402–1468), Soldat.
- Alfonso Sanvitale († 1555), Page des römisch-deutschen Kaisers Ferdinand I.
- Gian Galeazzo (1496–1550), Herr von Fontanellato ab 1511. Heiratete Paola Gonzaga und während seiner Regierungszeit wurde die dortige Rocca Sanvitale zum Zentrum intensiver künstlerischer und kultureller Aktivitäten; Parmigianino führte dort seine ersten Arbeiten aus. Kämpfte mit den Rossis um die Vorherrschaft in Parma. Hatte zahlreiche Söhne, darunter Eucherio Sanvitale (1523–1576), der Bischof von Viviers wurde und nach dem der Palazzetto Eucherio Sanvitale im herzoglichen Park von Parma benannt ist.
- Giberto Sanvitale († 1585), geheimer Kammerherr von Papst Paul III.
- Paolo Sanvitale († 1600), Generalvikar von St. Peter und Bischof von Spoleto.
- Alessandro Sanvitale († 1571), ab 1562 Kammerherr von Emanuel Philibert von Savoyen, fiel in der Seeschlacht von Lepanto.
- Ottavio Sanvitale († 1589), wurde 1566 Page und Kammerherr von Emanuel Philibert von Savoyen; korsischer Militäroberst, der König Karl IX. von Frankreich gegen die Hugenotten half, wo er auch Militärberater wurde; begleitete 1585 Herzog Karl Emanuel I. nach Spanien anlässlich seiner Heirat, wo er den Annunziaten-Orden erhielt.
- Alfonso II. Sanvitale (1573–1612), Sohn von Ottavio. Wurde von Ranuccio I. Farnese unter dem Vorwurf der Teilnahme an der Verschwörung der Adligen zum Tode verurteilt.
- Alessandro II. Sanvitale (1573–1646), kaufte 1639 den Palazzo Sanvitale in Parma.
- Federico Sanvitale, ab 1582 Kavallier des Malteserordens.
- Galeazzo Sanvitale (1566–1622), Ehrenkammerherr von Papst Sixtus V. um Majordomus von Papst Gregor XV.
- Piermaria Sanvitale († 1635), Fahnenträger einer Kompanie von Herren der herzoglichen Garde von Alfiere Odoardo I. Farnese.
- Luigi Pio Sanvitale († 1664), Hauptmann der herzoglichen Garde von Ranuccio II. Farnese, traf Christina von Schweden und überreichte Margarete Jolande von Savoyen die Geschenke des Herzogs.
- Federico Sanvitale († 1693), Kammermeister des Herzogs Ranuccio II. Farnese; starb mit 77 Jahren.
- Carlo Sanvitale, Ritter von Jerusalem, Kammermeister von Francesco Farnese.
- Antonio Francesco Sanvitale (1660–1714), Kardinal.
- Luigi Sanvitale, 1718 von Francesco Farnese zum „Gran Contestabile“ des Konstantinerordens des Heiligen Georg gewählt.
- Giacomantonio Sanvitale, 1741 von Antonio Farnese zum Mitglied des Regentschaftsrates gewählt.
- Alessandro Sanvitale, Kammerherr von Herzog Philipp von Parma.
- Vittorio Amadeo, Ritter von Jerusalem, war Kammerherr und Kapitän der herzoglichen Garde des Herzogs von Parma.
- Stefano Sanvitale (1764–1838), 1806 erster Maire (Bürgermeister) von Parma, divenne Großkammerherr der Herzogin Marie-Louise; gründete 1801 das Casa d’Educazione in Fontanellato und präsidierte die Società Economica Agraria.
- Jacopo Sanvitale (1786–1867), Dichter und Rhetorikprofessor an der Universität Parma; wurde als Mitglied der Carbonari 1822 eingesperrt; war 1831 Mitglied der provisorischen Regierung und ging später ins Exil nach  Frankreich und Genua; war unter den Unterzeichnern des Gesetzes zur Annexion des Herzogtums Parma durch Italien.
- Luigi Sanvitale (1799–1876), heiratete Albertine von Montenuovo, die Tochter von Herzogin Marie-Louise; war 1848 Präsident der provisorischen Regierung von Parma nach der Verjagung der Bourbonen und wurde 1860 Senator des Königreichs Italien.
- Graf Giovanni Sanvitale (1872–1951), einziger Sohn von Alberto Sanvitale (1834–1907), dem Erstgeborenen von Luigi, überließ die Rocca Sanvitale in Fontanellato 1948 der Gemeinde Fontanellato; als er 1951 mit 73 Jahren starb, war damit der Familienzweig von Fontanellato ausgestorben.

## Wappen

Wappen der Sanvitale

Über dem weißen Schild, das von einem roten Band durchquert wird, sitzt ein Paar Greife. Dieses mythologische Wesen ist zusammen mit dem Adler und dem Löwen Träger beider Werte, für die diese Tiere Symbole sind: Witz und Mut, zwei Tugenden, die die Familie Sanvitale für die wichtigsten einer guten Regierung hielt. Zwischen den beiden Greifen erhebt sich eine Säule, die eine metaphorische Weltkugel trägt, auf der sich in einigen Dokumenten eine Frau befindet, die als Nike, die Göttin des Sieges, zu identifizieren ist.